# Wuppertaler Bühnen
Die Wuppertaler Bühnen und Sinfonieorchester GmbH sind der kommunale Stadttheaterbetrieb der Stadt Wuppertal. Sie werden als stadteigene GmbH geführt und unterhalten Ensembles für die Sparten Schauspiel, Oper und Sinfonieorchester. Außerdem arbeitet die GmbH für das Tanztheater Wuppertal Pina Bausch, das seine Produktionen im Opernhaus herausbringt und aufführt. Zurzeit sind bei den Wuppertaler Bühnen und Sinfonieorchester GmbH insgesamt etwa 300 Personen beschäftigt.
Zu den städtischen Bühnen gehört das Opernhaus Wuppertal im Stadtteil Barmen (1905 erbaut, im Zweiten Weltkrieg stark zerstört, bis 1956 wieder aufgebaut, Sanierung 2006–2009, Wiedereröffnung am 18. Januar 2009). Das Schauspielhaus im Stadtteil Elberfeld (erbaut 1966, seit 2009 geschlossen) wurde in der Spielzeit 2009/10 durch den Umbau des Schauspielhaus-Foyers zum Kleinen Schauspielhaus als zweite, kleine Spielstätte mit 126 Plätzen genutzt. Diese kleine Spielstätte wurde zum Ende der Spielzeit 2012/2013 (Ende Juni 2013) endgültig geschlossen. Dafür erhielt das Schauspiel Wuppertal im September 2014 auf dem Gelände des Museums für Frühindustrialisierung und des Engels-Hauses („Historisches Zentrum“) unweit des Opernhauses eine neue Spielstätte mit 152 Plätzen, das Theater am Engelsgarten. Den dafür nötigen Umbau des ehemaligen Magazins des Museums finanzierte zu einem großen Teil der Verein der „Freunde der Wuppertaler Bühnen und des Sinfonieorchesters Wuppertal“, die Jackstädt-Stiftung, Privatpersonen sowie Unternehmen.
Außerdem spielten die Wuppertaler Bühnen bis 2013 auch in den Theatern der Nachbarstädte Remscheid und Solingen.
Ab der Spielzeit 2017/2018 ist Thomas Braus Intendant des Schauspiels. Intendantin der Oper ist seit 2023/2024 Rebekah Rota. Der Generalmusikdirektor ist seit der Spielzeit 2021/22 Patrick Hahn. Kaufmännischer Geschäftsführer ist seit August 2023 Torger Nelson.
2021 wurden das Theater und das Sinfonieorchester Wuppertal als eines von elf Theatern mit dem Theaterpreis des Bundes ausgezeichnet. Die Würdigung war mit einem Preisgeld von 75.000 Euro verbunden.
Das Sinfonieorchester Wuppertal hat als Konzertorchester in der Historischen Stadthalle Wuppertal sein Domizil.

## Geschichte
Im streng evangelischen Wuppertal, das zudem keine Residenz war, hatte es das Theater als „Götzentempel“ zunächst schwer. Aus dem 18. Jahrhundert wird von reisenden Kompanien berichtet, die das Tal der Wupper gelegentlich besuchten, in Scheunen, Wirtshäusern oder im Freien auftraten und sowohl Schauspiel als auch Oper boten. Die seit 1761 in Wuppertal befindlichen Jesuiten-Missionare führten in der Elberfelder Kapelle am Turmhof geistliche Spiele mit Kindern auf.

### Elberfeld
Im zu dieser Zeit bereits städtischeren Elberfeld gründete sich im frühen 19. Jahrhundert eine Aktiengesellschaft zum Bau eines Stadttheaters. Das Vorhaben rief bald Proteste von kirchlicher Seite hervor:

„Wir haben es für unsere Pflicht gehalten aus politisch-merkantilischen und mehr noch aus religiösen Gründen unsern Wunsch und unsere Bitte der hiesigen Kaufmannschaft und Bürger dahin zu vereinigen, daß Se. Herzogl. Durchlaucht in Gnaden geruhen wollen, unsrer Gegend die hohe Wohlthat zu erweisen, daß Höchstdieselbe die Errichtung einer Schaubühne in Elberfeld verbiete. Denn wir glauben, daß dadurch irreligiöse christwidrige Grundsätze häufig verbreitet werden, der immer höher steigende Leichtsinn und Luxus befördert und genähret, der Geschmack an den ernsten Wahrheiten des Christentums verdorben, das Herz für die Kraft der evangelischen Wahrheiten unempfänglich gemacht, die gesegnete Wirkung der Verkündigung des göttl. Worts verhindert und solcher Gesinnung Vorschub gethan wird, welche die Thronen wankend machen, das Staats- und Bürgerwohl untergraben und das sittl. Verderben vemehren helfen.“

Die Proteste waren vergeblich: Am 30. Mai 1806 wurde die erste feste Wuppertaler Schaubühne, das Theater an der Hofaue in Elberfeld eröffnet. In den ersten Jahren spielten hier das Bergische Theater Düsseldorf und verschiedene andere Kompanien Oper und Schauspiel. Schon 1811 wurde das Haus unter der Herrschaft Napoleons in ein Gefängnis umgewandelt, diente später als Lazarett und Lagerhaus, und das Theatergeschehen wurde wieder in Ställe, Buden und Gasthaussäle verbannt. In einem Theatersaal über einem Pferdestall hinter dem „Zweibrücker Hof“ am Wall wurde durch die Düsseldorfer Theatergesellschaft unter Josef Derossi die erste Opern-Aufführung gegeben, deren Titel noch bekannt ist: Rossinis Tancredi am 16. Mai 1821. Zu Derossis Truppe gehörte zu dieser Zeit auch der junge Albert Lortzing als Schauspieler. Nach Beschwerden seitens der Kirche wurde auch dieses Unternehmen 1825 aus „feuerpolizeilichen“ Gründen geschlossen. Derossi spielte daraufhin in verschiedenen Räumen weiter, ab 1833 in einer Reitbahn an der Luisenstraße; Pläne zu einem Theaterneubau zerschlugen sich allerdings.

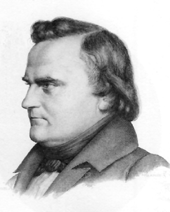
Karl Immermann

1835 übernahm Karl Immermann, seit 1834 Leiter des Düsseldorfer Theaters, Unternehmen und Spielort von Derossi. Er nahm Umbauten an der Reitbahnbühne vor, die die bühnentechnischen Möglichkeiten vergrößerten und eröffnete den umgestalteten Saal mit einer Beethoven-Symphonie und zwei Lustspielen. Immermann, ein Bewunderer des klassischen Schauspiels, war vom damaligen Bürgermeister Johann Rütger Brüning gewarnt worden („Der Sinn für diese Kunst ist hier sehr erloschen“) – nach zwei Spielzeiten gab er enttäuscht über die mangelhaften Arbeitsbedingungen und das gelegentlich ausfallend werdende Publikum auf. 1838–1840 übernahm Derossi wieder das Theater, ihm folgte W. Henkel.

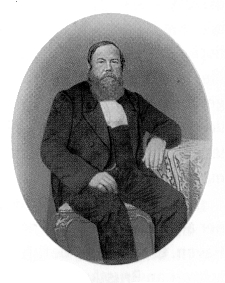
Abraham Küpper († 1869)

Die Elberfelder Freunde des Theaters, die seit einigen Jahrzehnten auch in den Laienvereinigungen wie der „Eintracht“ Theater spielten, schlossen sich 1841 zu einer Aktiengesellschaft Theaterverein zusammen, erwarben das Gelände des Theaters an der Hofaue 1842 wieder und bauten den Fachwerkbau in ein Ziegelgebäude um. Das neue Theater eröffnete 1844 mit Eugène Scribes Komödie Ein Glas Wasser. Das Theater spielte mit unterschiedlichem Erfolg und unter häufig wechselnden Direktoren, die teilweise gleichzeitig die Bühnen in Köln, Düsseldorf und Krefeld leiteten. 1857–1871 waren die Elberfelder Gustav, Abraham („Oweram“) und Eduard Otto Küpper für das Haus verantwortlich, die das Theater auch für Variété- und Unterhaltungsprogramme öffneten. Die Familie besaß auch ein Ausflugslokal auf dem Johannisberg, an dem Theater gespielt wurde und das erst in den achtziger Jahren der Elberfelder Stadthalle wich. In die Zeit der Küppers-Leitung fallen zum Beispiel ein Gastspiel Clara Schumanns und die Erstaufführung von Wagners Lohengrin.

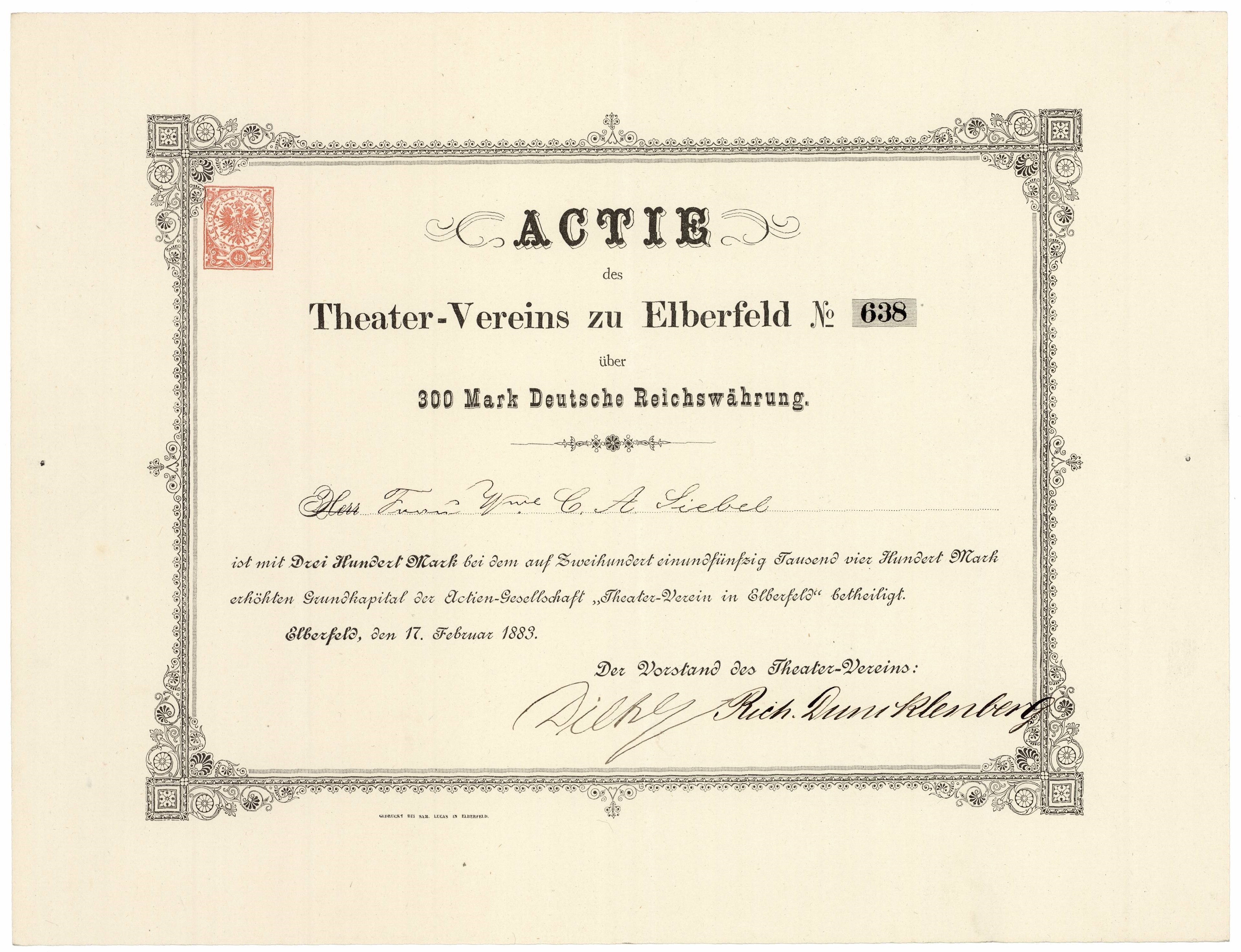
Aktie über 300 Mark des Theater-Vereins zu Elberfeld vom 17. Februar 1883

1871 konstituierte sich die Trägergesellschaft als Theater-Verein-AG neu und setzte den Theaterdirektor Kullack als Leiter ein, der jedoch wenig erfolgreich war. Nach einigen spektakulären Theaterbränden wie dem Wiener Ringtheaterbrand untersuchte man auch das Elberfelder Haus auf seine Brandsicherheit: Zum Ende der Spielzeit 1881/82 wurde das Theater wegen akuter Feuergefahr geschlossen.
Für ein neues Haus wurden in wenigen Jahren 400.000 Mark gesammelt, die Stadt Elberfeld stellte ein Grundstück am Brausenwerth zur Verfügung, wo 1885 mit dem Bau des neuen Stadttheaters am Brausenwerth begonnen wurde, das am 6. September 1888 mit der Aufführung eines Festspiels des Elberfelder Dichters Friedrich Roeber und Goethes Iphigenie auf Tauris eingeweiht wurde. Der neu bestellte Direktor Ernst Gettke leitete von 1888 bis 1893 auch das Theater in Barmen, eine Verbindung, die mit Unterbrechungen bis zum endgültigen Zusammenschluss der Bühnen immer wieder geschlossen wurde.
1906 wurde mit dem Thalia-Theater ein zweites großes Theater in Elberfeld eröffnet, das vorwiegend als Operetten-, Revue- und Variété-Bühne diente und bis 1967 bestand.

### Barmen

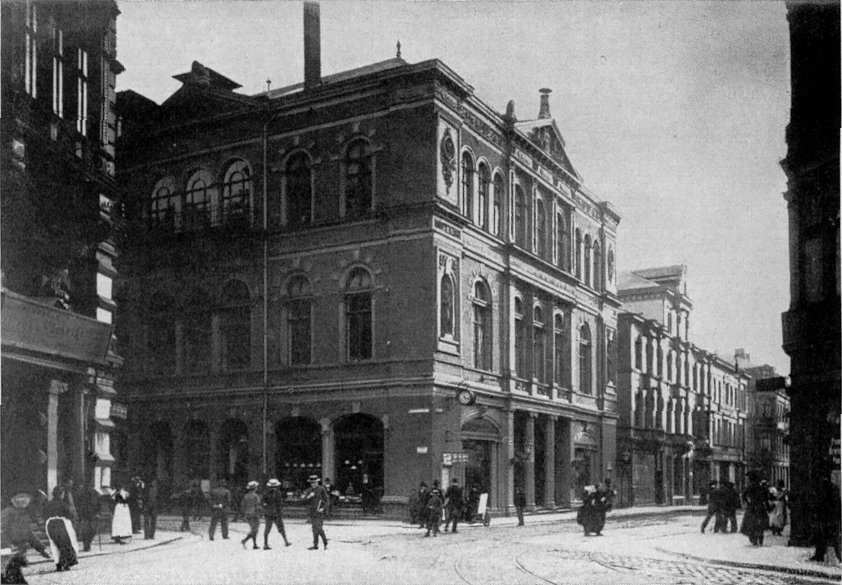
Das Alte Stadttheater 1874–1902

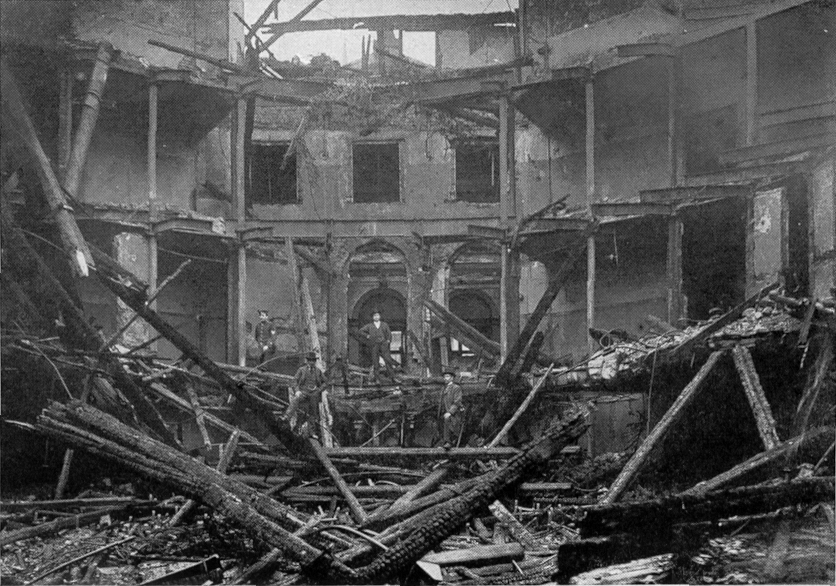
Das Alte Stadttheater nach dem Brand 1902

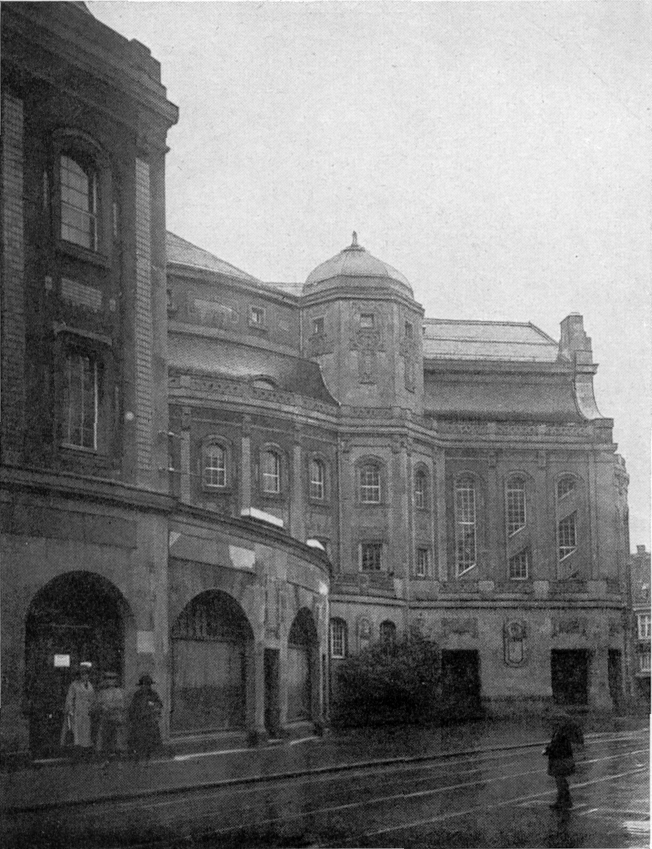
Das Stadttheater (heutiges Opernhaus) 1905

Im Jahr 1888 wurde auch in Barmen eine Stadttheater-Aktiengesellschaft gegründet, die den Bau eines Theaters an der Ecke Fischertal/Neuer Weg betrieb, das 1874 nach einem Prolog des Dichters Emil Rittershaus mit der Aufführung der Oper Der Freischütz von Carl Maria von Weber und des Dramas Don Karlos von Schiller eröffnet wurde. Die Theatervereine in Barmen und Elberfeld einigten sich auf die gemeinsame Leitung beider Bühnen unter dem Direktor Martin Wihrler, der bis 1877 in Wuppertal blieb. Schon 1875 fiel das Haus einem schweren Brand zum Opfer und wurde – gegen den Widerstand einiger Theologen, die in dem Brand ein „Gottesgericht“ sahen – bis Herbst 1876 wiederhergestellt. Einem weiteren Brand am 24./25. März 1902 fiel das Gebäude endgültig zum Opfer. Sogleich wurde mit dem Bau eines neuen Theaters an der Ecke Spinnstraße/Neuer Weg (heute Kurt-Drees-Straße/Friedrich-Engels-Allee) begonnen, das 1905 fertiggestellt wurde. Mit einer Aufführung des Tannhäuser von Richard Wagner wurde das heutige Opernhaus eröffnet.

### Das Wuppertaler Stadttheater

#### 1919 bis 1945
Zum 1. Mai 1919 wurden die Stadttheater Elberfeld und Barmen zu den Vereinigten Stadttheatern Barmen-Elberfeld unter dem Intendanten Robert Volkner zusammengeschlossen. Volkner folgten 1921 Paul Legband, 1925 Paul Henning und 1929 Otto Maurenbrecher. Die 1929 vollzogene Vereinigung der Verwaltungen der Städte orientierte sich am Beispiel der Theatervereinigung.
1930 erhielt der Betrieb analog zur Stadtbenennung den Namen Städtische Bühnen Wuppertal. Zu dieser Zeit begann die Konzentration Elberfelds auf das Schauspiel, während das Barmer Theater seither im Wesentlichen der Oper diente. Während der Wirtschaftskrise der 1920er Jahre wurde der Betrieb drastisch reduziert, 1932 gelang die Rettung durch Gründung einer GmbH unter dem neuen Intendanten. 1932 folgte Paul Smolny. In der Zeit des Nationalsozialismus wurden die sogenannten ‚nicht arischen‘ Ensemblemitglieder entlassen. Ab 1935 kontrollierte der Leiter des Stadtamts für kulturelle Angelegenheiten, Wilhelm Mühlhausen das kulturelle Leben der Stadt. Günther Stark (1934–1941) und Erich-Alexander Winds waren unter ihm Intendanten.
Ein Jahr nach der 50-Jahr-Feier des Theaters am Brausenwerth wurde der Bau als unmodern und veraltet geschlossen. Das Theater in Barmen wurde 1939 umgebaut und am 5. November wieder feierlich eingeweiht. Unter dem in Elberfeld geborenen Dirigenten Hans Knappertsbusch wurden 1942 und 1943 Ring-Festspiele mit nationaler Sängerpräsenz abgehalten. Das Barmer Haus wurde bei einem Luftangriff auf Wuppertal am 30. Mai 1943 weitgehend zerstört, das Elberfelder Theater fiel dem Luftangriff vom 25. Juni desselben Jahres zum Opfer. Der bald begonnene Ersatzbetrieb in der Elberfelder Stadthalle wurde am 1. September auf Befehl des Reichsbevollmächtigten für den totalen Kriegseinsatz untersagt.

#### 1945 bis 1996
Als erste Stadt in Westdeutschland eröffnete Wuppertal schon 1945 wieder zwei Bühnen: die Stadthalle Elberfeld als Opernhaus und den Festsaal der Gesellschaft Union mit 290 Plätzen in Unterbarmen als Kammerspielstätte, die mit Fidelio und dem Lustspiel Charleys Tante eröffnet wurden. Erich-Alexander Winds, der sein Amt 1944 niedergelegt hatte, wurde erneut als Intendant verpflichtet.
1949 wurde für das Schauspiel mit dem Theater an der Bergstraße in Elberfeld ein eigenes Haus geschaffen, das mit Elisabeth und Essex von Hans Rehberg eingeweiht wurde. Von 1950 bis 1955 bestand eine kurze Theaterehe mit dem Theater in Solingen, die sich wirtschaftlich nicht auszahlte und von Wuppertaler Seite wieder beendet wurde.
Ab 1952 trat eine Arbeitsgemeinschaft Wuppertaler Opernhaus für den Wiederaufbau des Barmer Theaters ein. Mit einem heute denkmalgeschützten Innenausbau der 1950er Jahre im Foyer und im grundlegend umgestalteten Zuschauerraum wurde der Bau als Opernhaus mit Paul Hindemiths Oper Mathis der Maler wieder eröffnet. Die weiteren Intendanten der Nachkriegsjahre waren Helmut Hendrichs (1953–1958) und Grischa Barfuss (1958–1964). Von 1955 bis 1964 war Rolf Trouwborst (* 1921) Chefdramaturg der Wuppertaler Bühnen. Mit der Intendanz von Arno Wüstenhöfer (1964–1975) begann eine besonders fruchtbare Zeit für die Wuppertaler Bühnen. 1966 ersetzte das neu gebaute Schauspielhaus mit 745 Plätzen das Theater an der Bergstraße und wurde mit Lessings Nathan der Weise und Else Lasker-Schülers Die Wupper am Tag darauf eröffnet. Wüstenhöfer verpflichtete 1973 Pina Bausch als Leiterin der Ballettsparte und hielt auch gegen den zunächst erbitterten Widerstand des Publikums gegen das moderne Tanztheater zu ihr. Auf Wüstenhöfer folgte Hanno Lunin, 1978 wurde Hellmuth Matiasek Intendant, 1983 folgte ihm Jürgen Fabritius, 1988 wechselte Holk Freytag vom Schlosstheater Moers nach Wuppertal.

#### Seit 1996

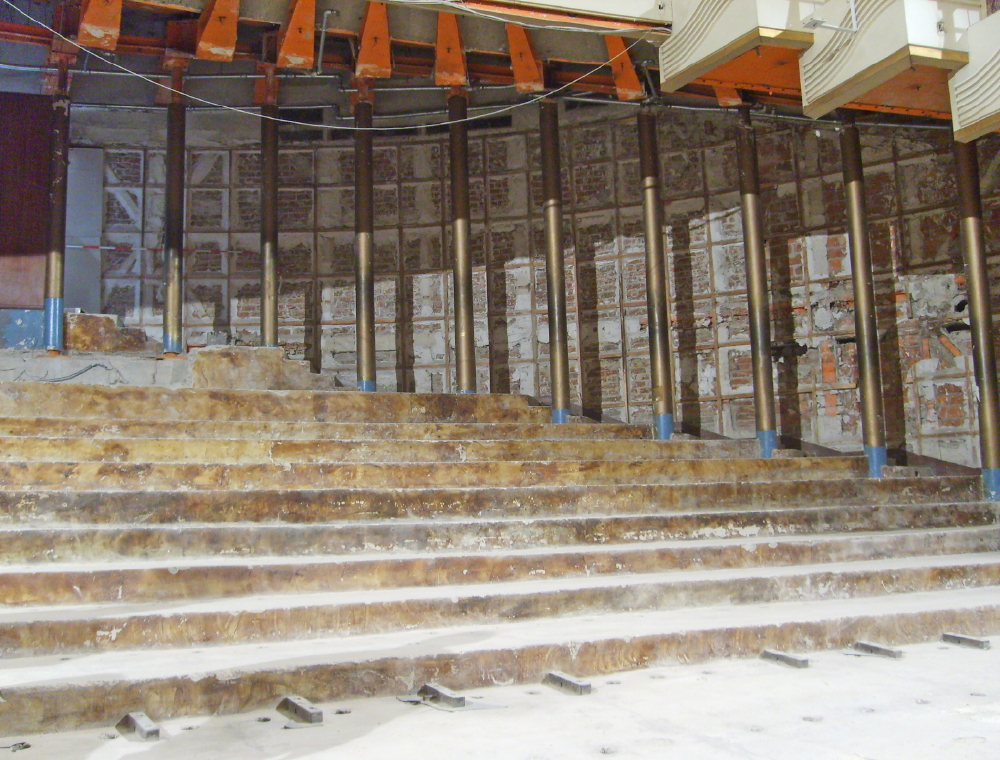
Der Zuschauerraum des Opernhauses 2007 während der Umbauarbeiten

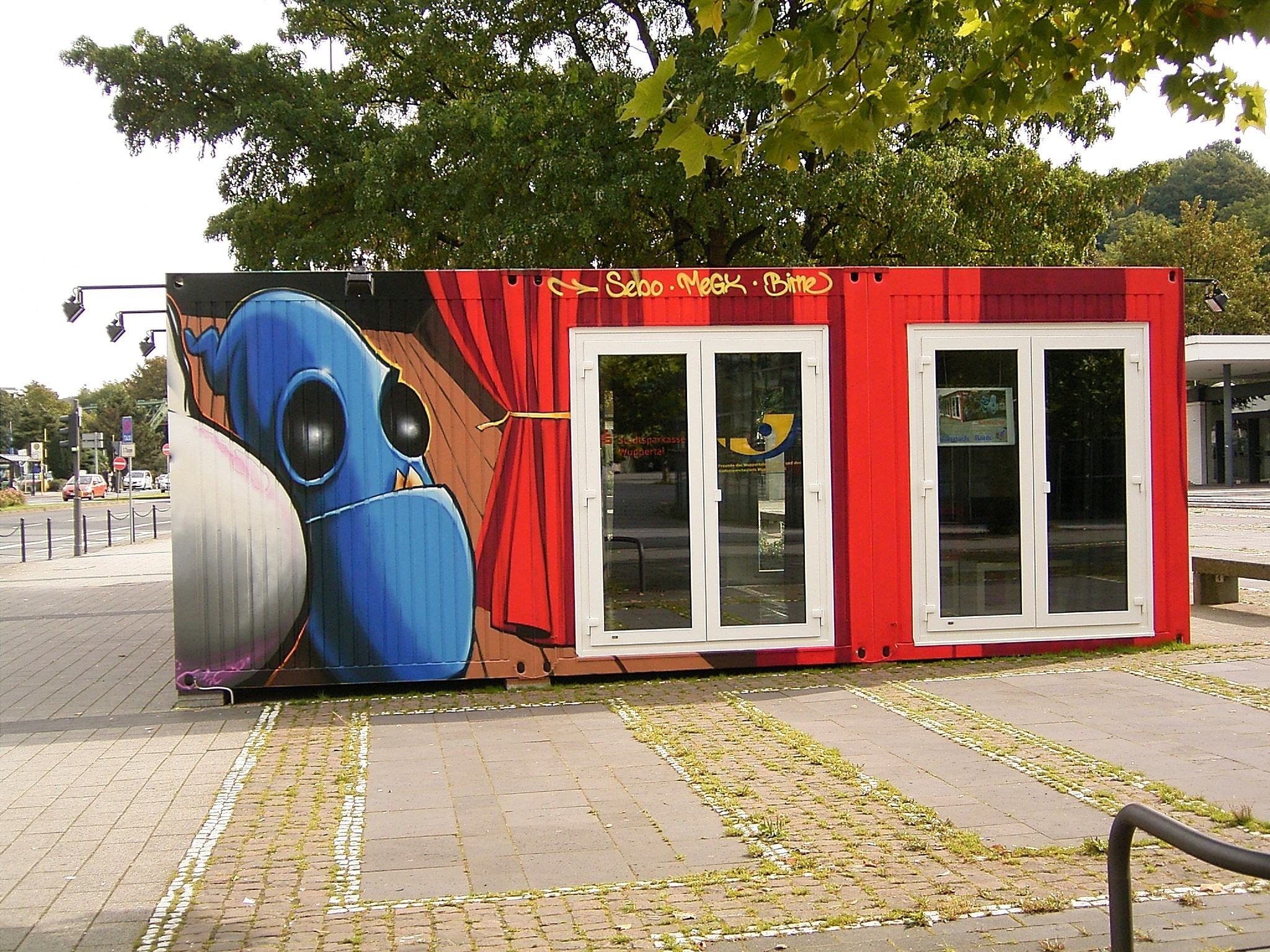
Der Container

Infolge der zurückgehenden kommunalen Finanzen in den neunziger Jahren beschlossen die Gemeinden Wuppertal und Gelsenkirchen eine Vereinigung der beiden Stadttheater in Form einer gGmbH: 1996 fusionierten die Wuppertaler Bühnen und das Musiktheater im Revier zum „Schillertheater NRW“. Das Wuppertaler Schauspiel spielte auch in Gelsenkirchen, die Wuppertaler Opernsparte wurde von Gelsenkirchener Intendanten Ludwig Baum geleitet. Das Sinfonieorchester Wuppertal wurde ein selbständiger stadteigener Betrieb, 1999 wurde das Tanztheater Wuppertal Pina Bausch in eine selbständige GmbH übergeführt.
Besonders in der Oper gingen die Abonnenten- und Zuschauerzahlen des Schillertheaters stark zurück. Schon im Jahr 2000 beschloss der neu gewählte Wuppertaler Stadtrat mit einer CDU-FDP-Mehrheit das Ende der Fusion mit Gelsenkirchen. 2001 entstanden die Wuppertaler Bühnen mit den Sparten Oper und Schauspiel als GmbH neu, Gerd Leo Kuck wurde als Generalintendant verpflichtet. Der baulich kritische Zustand der beiden Theatergebäude und die Konsequenzen aus dem Brand im Düsseldorfer Flughafen 1996 führten zur Schließung des nach aktuellen Kriterien nicht mehr brandsicheren Opernhauses. So beschloss der Wuppertaler Stadtrat die Sanierung beider Gebäude. In der Spielzeitpause 2003 wurde das Schauspielhaus auf einen Sanierungsstand gebracht, der eine Bespielung während der Sanierung des Opernhauses durch die drei Sparten Schauspiel, Oper und Tanztheater Pina Bausch gestattete. Das Opernhaus war ab Dezember 2003 für den Publikumsverkehr geschlossen und wurde am 18. Januar 2009 wiedereröffnet.
Die Stadt Wuppertal übertrug die Leitung für die Spielzeit ab 1. August 2009 an Christian von Treskow (Schauspiel-) und Johannes Weigand (Opernintendant). Am 1. August 2017 hat die Intendanz der Schauspieler Thomas Braus übernommen.

#### Schließungspläne
2009 beschloss die Stadtverwaltung, das bereits außer Betrieb befindliche Schauspielhaus als Spielstätte aufzugeben, um Geld einzusparen. Die Renovierung soll ausgesetzt, auch das noch als Spielstätte genutzte Foyer sollte im Sommer 2012 geschlossen werden. Außerdem wird eine Reduktion des städtischen Zuschusses um 2 Millionen Euro jährlich ab 2014 vorgeschlagen, was die Schließung einer der beiden Sparten bedeuten könnte. Im Juni 2012 wurde bekannt, dass die Betriebserlaubnis für die kleine Spielstätte einmalig bis Sommer 2013 verlängert wurde. Danach sollte ab Herbst 2014 eine Lagerhalle des Museums für Frühindustrialisierung als Spielstätte genutzt werden.
Im Januar 2010 fand eine 24-stündige Protestaktion gegen die Schließung statt, an der sich auch viele Wuppertaler Schulen beteiligten. Am 27. März 2010 beging der Deutsche Bühnenverein den Welttheatertag aus Protest in Wuppertal. Im November 2010 äußerte die Stadtspitze das Ziel, beide Sparten der Wuppertaler Bühnen zu erhalten und einen externen Betreiber für das Schauspielhaus zu finden, ohne jedoch von den Einsparungsplänen für den Etat des Theaters seitens der Stadt abzurücken.
Ende Juni 2013 wurde das Schauspielhaus wegen unbezahlbarer Sanierungs- und Unterhaltskosten geschlossen. Im Oktober 2013 forderte die Initiative Schauspielhaus Wuppertal Initiative Wuppertal einen Runden Tisch zur Zukunft des Schauspielhauses und die Umsetzung eines Ratsbeschlusses aus dem Jahr 2006 zur Sanierung des Gebäudes.

## Gebäude
1905 wurde der ursprüngliche Bau des Opernhaus Wuppertal nach Entwürfen des Kölner Architekten Carl Moritz fertiggestellt. Dieser Bau wurde gegen Ende des Zweiten Weltkrieges bei einem Luftangriff schwer beschädigt. Nach dem Wiederaufbau wurde es 1956 wieder eröffnet. Das Haus wurde 2003 geschlossen, von 2006 bis 2009 durch das Gebäudemanagement Wuppertal grundlegend saniert und am 18. Januar 2009 wieder eröffnet.
Das Wuppertaler Schauspielhaus wurde von Gerhard Graubner entworfen und in den Jahren 1964 bis 1966 erbaut. Eröffnet wurde es am 24. und 25. September 1966 mit Gotthold Ephraim Lessings Nathan der Weise und Else Lasker-Schülers Die Wupper. Nach der Wiedereröffnung des sanierten Opernhauses wurde das Schauspielhaus Anfang 2009 geschlossen, um seinerseits bis 2012 renoviert zu werden.
Seit Sommer 2007 dient Der Container auf dem Schauspielhausvorplatz für Aufführungen und Konzerte vor allem Jugendlicher. Dreimal wöchentlich ist er die Plattform für Projekte und Ideen von Laien oder Off-Gruppen, aber auch Ensemblemitgliedern, die sich hier vor bis zu 40 Personen vorstellen können. Einmal monatlich wird ein Poetry Slam veranstaltet.

## Filme
- 2010: Über den Zustand des Nutzlosen, Regie: René Jeuckens und Grischa Windus, die Wuppertaler Bühnen inszenieren Anton Tschechows Kirschgarten, Filmproduktion Siegersbusch, Wuppertal
- 2010: Tanzträume, Regie: Anne Linsel und Rainer Hoffmann, Real Fiction Filmverleih, Köln
- 2011: Pina, Regie: Wim Wenders, Ringel Filmproduktion/Neue Road Movies, Berlin
- 2014: Kasimir und Karoline – Die Liebe fährt nicht Schwebebahn, Regie: Frank de Buhr, René Jeuckens und Grischa Windus, mit Hanna Werth, Heisam Abbas u. a., Filmproduktion Siegersbusch, Deutschland